# Sebastian Rejman
Sebastian Rejman (født 13. januar 1978) er en finsk sanger, skuespiller, og tv-vært. Han er sanger og guitarist i bandet The Giant LEAP. Mens Giant LEAP har holdt pause, grundlagde Rejman et nyt band kaldet Sebastian & The 4th line band.
Han vil repræsentere Finland i Eurovision Song Contest 2019 sammen med Darude.